# Sergio Lobera
Sergio Lobera Rodríguez (Zaragoza, España, 16 de enero de 1976) es un entrenador de fútbol español. Actualmente entrena al Odisha F. C. de la Superliga de India.

## Trayectoria
Sergio Lobera inició su carrera en los banquillos en la cadena de filiales del F. C. Barcelona, donde permaneció desde 1999 a 2007, dirigiendo varios equipos de la cantera blaugrana, desde alevines a juveniles.
Entre 2007 y 2009, trabajó en el Terrassa F. C. como director técnico de su fútbol base, director deportivo y entrenador de su primer equipo, donde coincidió con Tito Vilanova, exentrenador del F. C. Barcelona. Posteriormente, prosiguió su carrera con dos experiencias en los banquillos, en el San Roque de Lepe (2010-11) y A. D. Ceuta (2011-12).
El 17 de junio de 2012, fue contratado como entrenador de la U. D. Las Palmas de la Liga Adelante, siendo su debut en la Liga Profesional. Tras un complicado comienzo, ocupando puestos de descenso en algunas jornadas, el equipo canario mejoró en la segunda vuelta y terminó la Liga en sexto puesto, lo que le permitió participar en el "play-off" de ascenso, aunque salió derrotado en la primera ronda contra la Unión Deportiva Almería. Aun así, el buen papel del equipo insular hizo que al día siguiente el club oficializara la renovación de su contrato por un año con opción a ampliarlo hasta 2015.
El 24 de mayo de 2014 fue destituido tras dos derrotas consecutivas que dejaban al equipo sin opciones de entrar en ascenso directo, situándolo en el 3.º puesto de la clasificación. Su lugar lo ocuparon los exjugadores Josico Moreno y Javi Guerrero.
En diciembre de 2014, firmó como nuevo técnico del Moghreb de Tétouan. En esa misma temporada logro clasificar al club marroquó para la fase final de la Liga de Campeones de África, de la que fue eliminado en cuartos de final por el Mazembe de Congo en 2015. Las dos temporadas siguientes no consiguió revalidar los éxitos obtenidos y en mayo de 2017 fue cesado.
En junio de 2017 fichó por el F. C. Goa. Durante la temporada 2018-19 conquistó la Supercopa, el primer título del club en su historia. El 1 de febrero de 2020, rescindió el contrato que le unía a F. C. Goa siendo colíder de la Superliga de India y serían el equipo más goleador del campeonato.
El 1 de agosto de 2020, fue confirmado como entrenador del Mumbai City de la Superliga de India. El 13 de marzo de 2021, el Mumbai City se proclamó campeón de la Superliga de India, tras derrotar al ATK Mohun Bagan, el hasta entonces defensor del título, en un encuentro que se resolvió en el último minuto de juego por dos goles a uno.
En octubre de 2021, dejó el banquillo del Mumbai City club perteneciente al City Football Group (CFG), grupo empresarial del que Lobera no se desvinculaba, de manera que tres meses más tarde. el 19 de enero de 2022, fichó por el Sichuan Jiuniu F. C. de China, club fundado en 2017 y desde 2019 también propiedad del City Football Group.
En mayo de 2023 volvió a la Superliga de India, incorporándose al Odisha F. C..

## Clubes
| Club                    | País      | Año       |
| ----------------------- | --------- | --------- |
| Terrassa F. C.          | España    | 2007-2009 |
| C. D. San Roque de Lepe | España    | 2010-2011 |
| A. D. Ceuta             | España    | 2011-2012 |
| U. D. Las Palmas        | España    | 2012-2014 |
| Moghreb de Tétouan      | Marruecos | 2014-2017 |
| F. C. Goa               | India     | 2017-2020 |
| Mumbai City             | India     | 2020-2021 |
| Sichuan Jiuniu          | China     | 2022-2023 |
| Odisha F. C.            | India     | 2023-     |

## Palmarés

### Como entrenador

#### Campeonatos nacionales
| Título             | Club        | País  | Año     |
| ------------------ | ----------- | ----- | ------- |
| Super Copa India   | F. C. Goa   | India | 2019    |
| Superliga de India | Mumbai City | India | 2020-21 |